# Joachim Röcker
Joachim Röcker (* 31. Dezember 1922 in Berlin) ist ein deutscher Schauspieler, Synchronsprecher und Kabarettist.

## Leben
Röcker sammelte erste Schauspielerfahrungen nach dem Zweiten Weltkrieg in US-amerikanischer Kriegsgefangenschaft. Nach der Entlassung erhielt er Engagements in München, Marburg, Darmstadt, Wiesbaden, Bonn und Santiago de Chile. 1955 stieß er zum Ensemble des Kabaretts Die Stachelschweine, für das er in mehreren Programmen mitwirkte, u. a.
Berlin ist einen Freiplatz wert (1961), Unser kleiner Staat (1964) und Das 11. Gebot (1966).
Daneben übernahm Röcker Rollen in zahlreichen Film- und Fernsehproduktionen. Er spielte neben Wolfgang Neuss in Wir Kellerkinder und Genosse Münchhausen, in Eugen Yorks Kriminalfilm Der Greifer mit Hans Albers in der Titelrolle, im Drama  Stern ohne Himmel nach Leonie Ossowski sowie in Adaptionen verschiedener Bühnenvorlagen wie Shakespeares Viel Lärm um nichts. Außerdem war er in Episoden zahlreicher Fernsehserien zu sehen wie z. B. Dr. Sommerfeld – Neues vom Bülowbogen, Drei Damen vom Grill, Es muß nicht immer Kaviar sein und Direktion City. Bisweilen betätigte er sich auch als Regisseur, so 1964 bei der Fernsehserie Pension Spreewitz.
Darüber hinaus arbeitete Röcker umfangreich als Sprecher für Hörfunk und Synchronisation. Er lieh seine Stimme u. a. Tom Bosley in der Fernsehserie Happy Days, Ron McLarty als „Lt. Frank Belson“ in der Krimiserie Spenser, Frank Oz in Blues Brothers, Michel Serrault in Frau zu verschenken und Wallace Shawn als „Nagus Zek“ in der ersten Staffel von Star Trek: Deep Space Nine.

## Filmografie (Auswahl)
- 1957: Der Widerspenstigen Zähmung
- 1958: Der Greifer
- 1958: Viel Lärm um nichts
- 1958: Wie es euch gefällt
- 1958: Maß für Maß
- 1958: Solang noch Untern Linden
- 1960: Wir Kellerkinder
- 1961: Die italienische Reise des Johann Wolfgang von Goethe
- 1962: Genosse Münchhausen
- 1963: Vertragen ungenügend
- 1963: Meine Frau Susanne – Der Führerschein
- 1963: Die Rache des Jebal Deeks
- 1965: Seraphine oder Die wundersame Geschichte der Tante Flora
- 1965: Es geschah in Berlin (Fernsehserie, Folge: Willis ruhige Tour)
- 1966: Die Ballade von Peckham Rye
- 1971: Die Dollarprinzessin
- 1972: Der Fall Opa
- 1977: Mensch Mutter
- 1981: Stern ohne Himmel
- 1983: Die Beine des Elefanten
- 1998: Hundert Jahre Brecht

## Synchronrollen (Auswahl)

### Filme
- 1968: Michael Constantine als Leech in Skidoo
- 1976: Robert Clary als Joe Spah in Die Hindenburg
- 1980: Frank Oz als Leiter der Verwahrstelle in Blues Brothers
- 1990: Robert Prosky als Grandpa Fred in Gremlins 2 – Die Rückkehr der kleinen Monster
- 1991: Eddie Bracken als Five Spot Charlie in Oscar – Vom Regen in die Traufe
- 1992: Robert Prosky als Daniel Christie in In einem fernen Land
- 1995: Nadim Sawalha als Ahmed in Unverstanden

### Serien
- 1986: Clu Gulager als Cullen Dixon in Airwolf
- 1986: Noble Willingham als Wilbur Pierson in Hart aber herzlich
- 1987: Clu Gulager als Gen. Philip Henry Sheridan in Fackeln im Sturm
- 1990: Bert Remsen als Senator MacGowan in Detektei mit Hexerei
- 1991: Bert Remsen als Barney Kiernan in Remington Steele

## Hörspiele (Auswahl)
- 1957: In Berlin, in der Nacht, in den Straßen, SFB
- 1959: Treffpunkt Berlin, Telefunken
- 1965: RX 131, SFB
- 1962: Thierry: Pension Spreewitz (Der Kunstmaler Nameel, Folge 108, Erstsendung 17. März 1962) (Der Kunstmaler Oskar Nameel) – Regie: Ivo Veit (RIAS Berlin)[2]
- 1976: Erich Jakob: Die Kuckuckseier. Damals war's – Geschichten aus dem alten Berlin (Alois Mühlbauer, ein Sohn) (Geschichte Nr. 25 in 12 Folgen) – Regie: Ivo Veit (RIAS Berlin)[3]
- 1977: Erich Jacob: Wilhelm Wittes Witwen. Damals war's – Geschichten aus dem alten Berlin (Tellramund Schulze 2.) (Geschichte Nr. 27 in 12 Folgen) – Regie: Ivo Veit (RIAS Berlin)[3]
- 1977: Hermine Jüttner: Das fleißige Lieschen. Damals war's – Geschichten aus dem alten Berlin (Mr. Miller, ein Amerikaner) (Geschichte Nr. 28 in 10 Folgen) – Regie: Ivo Veit (RIAS Berlin)[3]
- 1979: Hermine Jüttner: Die flotte Charlotte. Damals war's – Geschichten aus dem alten Berlin (Siegfried Müller, Schauspieler; Künstlername Siggi Molinari) (Geschichte Nr. 30 in 8 Folgen) – Regie: Ivo Veit (RIAS Berlin)[3]
- 1979: Die unwahrscheinlichen Abenteuer des Lemi Gulliver, Fontana, Rolle: Glum
- 1980: Der Maulkorb, WDR, Rolle: Mühsam
- 1984: Werner E. Hintz: Äpfel in Nachbars Garten. Damals war's – Geschichten aus dem alten Berlin (Friedrich Wilhelm Zipke, Laubenkolonievereinsvorstand) (Geschichte Nr. 38 in 6 Folgen) – Regie: Horst Kintscher (RIAS Berlin)[3]
- 1986: Ursula Drews [nach einer Idee von Werner E. Hintz]: Fünf Müllers und eine Million. Damals war's – Geschichten aus dem alten Berlin (Herr Bockelmann) (Geschichte Nr. 39 in 8 Folgen) – Regie: Horst Kintscher (RIAS Berlin)[3]